# 濱田ここね
濱田 ここね（はまだ ここね、2004年3月31日 - ）は、日本の女優である。愛称はここちゃん。
宮崎県宮崎市出身。ココジャパン所属。

## 略歴
3歳の時から地元のCMに出演。2013年（平成25年）公開の映画『おしん』では、半年にわたる全国オーディションで約2500人の中から主人公の谷村しん役に選ばれ、その演技が評価されて「第37回日本アカデミー賞 新人俳優賞」など映画各賞を受賞した。

## 人物
- 父は、元バンド「NIHIL TENTION」のメンバーで、バンド解散後は地元宮崎にUターンし、幾つかのバンドに参加するなどミュージシャン、ラジオパーソナリティ、ローカルタレントとして活躍する濱田詩朗[6][7]、叔父(父の弟)は宮崎の舞台俳優、ラジオパーソナリティーの濱田明良(はまだあきら)、叔母(叔父嫁)は宮崎の舞台女優の吉丸裕美。

## 受賞歴
2013年度
- 第37回山路ふみ子映画賞 第25回新人女優賞（『おしん』）[8]
- 第37回日本アカデミー賞 新人俳優賞（『おしん』）[9][10]
- 第68回毎日映画コンクール スポニチグランプリ新人賞（『おしん』）[11]
- 第27回イラン・イスファハーン青少年国際映画祭最優秀青少年俳優賞（『おしん』）[12]

## 出演

### 映画
- おしん（2013年10月12日、東映）主演・谷村しん 役[13][14][15]
- タイガーマスク（2013年11月9日、アークエンタテインメント）[15]
- 小川町セレナーデ（2014年10月4日、アイエス・フィールド）永江小夜子（幼少期） 役
- 狐独 KODOKU（2015年11月15日）加奈 役※「第11回 山形国際ムービーフェスティバル2015」上映作品
- カノン（2016年10月1日、KADOKAWA）岸本藍（幼少期） 役
- 神楽鈴の鳴るとき（2018年6月23日）御山鈴 役

### テレビドラマ
- SMOKING GUN〜決定的証拠〜（2014年4月9日 - 6月18日、フジテレビ）千代田くるみ 役[16]
- おそろし〜三島屋変調百物語 第4夜（2014年9月20日、NHK BSプレミアム）お福（幼少期） 役
- 経世済民の男・第一部 高橋是清 前編（2015年8月22日、NHK総合）かね（幼少期） 役
- アンフェア the special ダブル・ミーニング〜連鎖（2015年9月15日、フジテレビ）田中明菜 役
- ウルトラマンX 第17話（2015年11月17日、テレビ東京）相沢サクラ 役
- 福岡発地域ドラマ『いとの森の家』（2015年12月4日・11日、NHK総合〈九州・沖縄〉）加奈子 役[17]
- わたしを離さないで 第1話・第2話（2016年1月15日・22日、TBS）花（幼少期） 役
- 水曜ミステリー9『マザー・強行犯係の女〜傍聞き〜』（2016年4月20日、テレビ東京）羽角菜月 役
- お迎えデス。（2016年4月23日 - 6月18日、日本テレビ）ゆずこ 役[18][19]
- 仰げば尊し 第5話（2016年8月21日、TBS）有馬渚 役

### 舞台
- ユニット「あんてな」プロデュース VOL.1『星の庭』（2010年）
- 赤毛のアン（2012年）ケイト 役
- ドラマティック古事記 〜神々の戦いの物語〜（2015年）白うさぎ 役
- ドラマティック古事記 〜恋する神々の物語〜（2016年）

### ラジオ
- ここねと淳子の斜めの関係（2017年10月8日 - 2020年3月29日、宮崎放送）

### CM
- ホンダ四輪販売南九州（旧・Honda Cars宮崎）
- JAグループ宮崎、宮崎牛
- JAバンク宮崎、ちょきんぎょ
- 宮交シティ(幼少期に出演)
- 東映、忍たま乱太郎 夏休み宿題大作戦!の段（2013年）おしん 役[20]
- 山形食品、山形つや姫玄米茶（2014年）[21]
- モンデリーズ・ジャパン、キシリクリスタル[22]（2014年 - 2015年）
- ティア
- エコア（2015年）
- ショウイン
- トヨタカローラ宮崎(父詩朗と共演)